# Джонс, Глин (продюсер)
Глин Джонс (англ. Glyn Johns, 15 февраля 1942, Эпсом, Суррей, Англия, Великобритания) — британский музыкальный продюсер, звукорежиссёр и музыкант.

## Карьера
Начиная с середины 1960-х годов и по настоящее время Глин Джонс работал и работает в качестве звукорежиссёра и продюсера с такими музыкантами и группами, как Боб Дилан, The Beatles, The Easybeats, The Band, The Rolling Stones, The Who, Led Zeppelin, Eagles, Эрик Клэптон, The Clash, The Steve Miller Band, Small Faces, Spooky Tooth, The Ozark Mountain Daredevils, Blue Öyster Cult, Линда Ронстадт, Emmylou Harris, Midnight Oil, New Model Army, Belly, Джо Сатриани, Ronnie Lane, Род Стюарт with Faces, Joan Armatrading, Buckacre, Gallagher and Lyle, Georgie Fame, Family, Helen Watson, Fairport Convention, Humble Pie и многими другими.